# Eforos
Eforos z Kyme (gr. klasyczny Ἔφορος ok. 400 p.n.e. – 330 p.n.e.) – grecki historyk. Autor 29-tomowego dzieła Historiai obejmującego okres od czasów I wojny świętej o skarbiec delficki (595 p.n.e.) do zdobycia Perinthus (340 p.n.e.). Ostatnią, trzydziestą księgę dopisał jego syn Demofilos. Według Polibiusza dzieło Eforsa to pierwsza historia powszechna Grecji. Do dziś zachowało się około 250 fragmentów ksiąg Eforosa.
Eforos był zwolennikiem korzystania z retoryki przy tworzeniu dzieł historycznych. Uważał, że historycy powinni pisać przede wszystkim interesująco, pięknym i kwiecistym stylem i czynić swoje książki bardziej interesującymi poprzez korzystanie z anegdot.